# 原子隊長
原子隊長（英語：Captain Atom）是一名DC漫畫的漫畫超級英雄。故事中存在著三個基本的化身。由作家Joe Gill和藝術家Steve Ditko創建，他第一次出現在《Space Adventures》#33（1960年3月）。原子隊長被查爾頓漫畫創造，後來被DC漫畫收購至旗下。在一些動畫的描繪，他曾作為政府的走狗，當政府本身帶來與正義聯盟的衝突時的作用。

## 人物
他拥有自己同名的系列漫画，並出現在不同版本的DC超級英雄團隊正義聯盟中。他最初的化身從事軍事工作。在查爾頓漫畫时期，他是一名叫作艾倫·亞當（Allen Adam）的科學家，擔任技術員的工作。在一次特殊的火箭實驗中，他不小心被困在裡面。火箭爆炸後進入上層大氣，亞當意外地活了下來並平安返回地面，他穿著紅黃配色的核輻射防护 裝。當他發動力量時，頭髮會變成銀色。後來他用液態金屬的裝備取代了红黄配色的衣服。
1987年3月推出了一個新的故事，由卡里·贝茨（《閃點》和《超人》的长期作者）和Greg Weisman共同編寫，Pat Broderick繪製，每月定期推出漫畫。
在DC漫畫（金融危機後）时期，其背景设定和查爾頓漫畫時不同，名字变为納森尼爾·克里斯托弗·亞當（Nathaniel Christopher Adam）。在越南戰爭时期担任美國空軍軍官时，亞當被誣陷犯罪，於1968年被判處死刑，法官是韋德·艾林（Wade Eiling）。後來亞當受總統的免死特赦，并接受了一項軍事實驗，實驗中亞當被放置在金屬飛行船中，用来測試核武器爆炸的耐久性。武器使用後金屬飛行船開始瓦解，看似沒救。但在18年後，亞當又出現了，身體周圍被金屬粘附，並給予他令人難以置信的能力。
多年來，DC 一直嘗試著重塑角色。有一段時間原子隊長穿著君主（Monarch）的衣裝，並在2005年DC嘗試敘述原子隊長的故事，创造了一個全新的人物，但後來被丟棄。DC漫画2011年的新52計畫中，他並未加入正義聯盟，原因是成員們多不信任原子隊長，他的起源和能力也被修改。
在幾個電視動畫《正義聯盟》和其他DC的故事情節和電影改編自2000年代中期，他被描繪成一個強大的能力，大致成為和超人同等的角色。

## 能力
- 外來金屬可以吸收能量，但達到一定限度後，任何多餘的能量則會被釋放（釋放和吸收的量能自行取決）。但如果原子核的質子和中子的能量結合，則會造成強大的核力量，這會導致自己失去控制分子的穩定性，這目前還不知道能否解決。
- 身體被附著著金屬後，亞當具有“量子场”的能力。
- 原子隊長甚至還能吸收能量來消除癌症。
- 「Dilustel」為原子隊長的金屬外殼，或「皮膚」，作為堅不可摧的存在「銀盾」，可抵擋熱能、激光等。只有X-負離子技術可以切割。
- 「X-負離子」是一種分子淬火的技術，能切割他的金屬外殼。

## 其他媒體

### 電視劇
- 《正義聯盟無限版》：由克里斯·考克斯配音，後由喬治·伊茲負責。
- 《少年正義聯盟》：由Michael T. Weiss配音[3]。
- 《蝙蝠俠智勇悍將》：由Brian Bloom配音。
- 《Mad》：短暫出現。

### 電影
- 《超人/蝙蝠俠：公眾之敵》：由Xander Berkeley配音。
- 《正義聯盟：閃電俠之逆轉》：由Lex Lang配音。

## 外部連結
- DCU Guide
- DC数据库工程上的相关条目：Captain Atom

- DC漫画宇宙Wiki上的相关条目：Captain Atom

- Captain Atom (1960)Archive.today的存檔，存档日期2024-05-25 and Captain Atom (1986)Archive.today的存檔，存档日期2024-05-25 at Don Markstein's Toonopedia. *Archived (1960) and Archived (1986) from the originals on April 9, 2012.
- The Ultimate Captain Atom Website （页面存档备份，存于）
- Captain Atom (DC Comics) at the Big Comic Book DataBase
- International Catalogue of Superheroes entry for Captain Atom （页面存档备份，存于）
- Captain Atom historical sales figures （页面存档备份，存于） at The Comics Chronicles